# Municipio de Wakeshma
El municipio de Wakeshma (en inglés: Wakeshma Township) es un municipio ubicado en el condado de Kalamazoo en el estado estadounidense de Míchigan. En el año 2010 tenía una población de 1301 habitantes y una densidad poblacional de 13,95 personas por km².

## Geografía
El municipio de Wakeshma se encuentra ubicado en las coordenadas 42°6′53″N 85°21′12″O / 42.11472, -85.35333. Según la Oficina del Censo de los Estados Unidos, el municipio tiene una superficie total de 93.29 km², de la cual 93,29 km² corresponden a tierra firme y (0 %) 0 km² es agua.

## Demografía
Según el censo de 2010, había 1301 personas residiendo en el municipio de Wakeshma. La densidad de población era de 13,95 hab./km². De los 1301 habitantes, el municipio de Wakeshma estaba compuesto por el 97 % blancos, el 0,15 % eran afroamericanos, el 0,23 % eran amerindios, el 0,69 % eran asiáticos, el 1,31 % eran de otras razas y el 0,61 % eran de una mezcla de razas. Del total de la población el 1,84 % eran hispanos o latinos de cualquier raza.